# The Circle USA
The Circle oder auch The Circle USA ist die US-amerikanische Variante der britischen Reality-TV-Sendung The Circle, die seit dem 1. Januar 2020 beim Streaminganbieter Netflix abrufbar ist. Neben der britischen und der US-Version gibt es zwei weitere Länderausgaben. Ziel der Sendung ist es, die anderen Mitspieler durch das eigene (Fake)-Profil und Interaktionen im fiktiven sozialen Netzwerk The Circle zu beeindrucken und damit der beliebteste Bewohner zu werden.

## Konzept
In The Circle leben acht Personen für die Dauer der Aufzeichnung in einem Appartementkomplex im britischen Salford. Jeder Teilnehmer bewohnt sein eigenes Appartement, physische Treffen zwischen den Teilnehmern finden nicht statt. Zu Beginn erstellen die Teilnehmer ein Profil im namensgebenden fiktiven sozialen Netzwerk The Circle. Der Teilnehmer entscheidet, ob sein Profil ihn selbst, eine verbesserte Version von sich selbst oder eine völlig andere Person darstellt. Die Kommunikation zwischen den Teilnehmern erfolgt über The Circle. Die Teilnehmer diktieren ihre Nachrichten und senden sie per Gruppen- oder Einzelchats an die anderen Teilnehmer. In der Postproduktion wird das Filmmaterial dann so geschnitten, dass für den Zuschauer der Eindruck eines flüssigen Gesprächs entsteht.
Regelmäßig bewerten sich die Teilnehmer gegenseitig, sodass ein Ranking entsteht. Die Teilnehmer der ersten beiden Plätze werden zu sogenannten Influencern. Diese entscheiden, welcher ihrer Mitspieler blockiert wird und die Show verlassen muss. Blockierte Mitspieler sind direkt aus dem Netzwerk ausgeschlossen, haben jedoch die Möglichkeit einen anderen Spieler persönlich zu treffen. Im Anschluss wird den Mitspielern eine Videobotschaft des blockierten Mitspielers gezeigt. In dieser offenbart der blockierte Spieler, ob sein Profil ein Fakeprofil war. Die blockierten Mitspieler werden in den ersten Folgen durch einen neuen Mitspieler ersetzt. In der letzten Episode erstellen die Spieler ein letztes Mal eine Rangfolge. Der Mitspieler auf dem ersten Platz gewinnt die Show und bekommt 100.000 US-Dollar Preisgeld.

## Staffel 1
Die ersten vier Folgen der ersten Staffel von The Circle wurden am 1. Januar 2020 weltweit auf Netflix veröffentlicht. Jeweils am 8. Januar und am 15. Januar 2020 wurden weitere vier Folgen veröffentlicht. Insgesamt nahmen 14 Teilnehmer daran teil, wobei zwei Teilnehmer gemeinsam antraten. Ed und seine Mutter Tammy bezogen gemeinsam ein Appartement und nahmen mit dem Profil von Ed an der Show teil. Karyn (Mercedeze), Alex (Adam) und Seaburn (Rebecca) nutzten völlig fiktive Fakeprofile, um bei den Mitspielern besser anzukommen. Samantha und Antonio gaben sich in The Circle als Singles aus. Sean, ein Plus-Size-Model, nutzte beim Einzug die Bilder einer schlanken Freundin und offenbarte sich noch während der Show, indem sie ihre Profilbilder änderte.
| Name                | Alter | Profil bei The Circle                                         | Erster Auftritt | Letzter Auftritt | Status    |
| ------------------- | ----- | ------------------------------------------------------------- | --------------- | ---------------- | --------- |
| Alana Duval         | 25    | Alana, als sie selbst                                         | Episode 1       | Episode 1        | Blockiert |
| Antonio DePína      | 24    | Antonio, aber als Single                                      | Episode 1       | Episode 4        | Blockiert |
| Karyn Blanco        | 37    | Mercedeze, eine schlankere und jüngere Version ihrerselbst    | Episode 1       | Episode 6        | Blockiert |
| Miranda Bissonnette | 26    | Miranda, als sie selbst                                       | Episode 2       | Episode 8        | Blockiert |
| Bill Cranley        | 27    | Bill, als er selbst                                           | Episode 6       | Episode 9        | Blockiert |
| Alex Lake           | 32    | Adam, ein trainierter 27-Jähriger                             | Episode 4       | Episode 9        | Blockiert |
| Sean Taylor         | 25    | Sean, nutzt bis Episode 9 die Bilder einer schlanken Freundin | Episode 6       | Episode 10       | Blockiert |
| Ed Eason            | 23    | Ed, Mutter und Sohn benutzten das Profil gemeinsam            | Episode 8       | Episode 11       | Blockiert |
| Tammy Eason         | 52    | Ed, Mutter und Sohn benutzten das Profil gemeinsam            | Episode 8       | Episode 11       | Blockiert |
| Seaburn Williams    | 29    | Rebecca, seine Freundin                                       | Episode 1       | Episode 12       | Platz 5   |
| Chris Sapphire      | 30    | Chris, als er selbst                                          | Episode 1       | Episode 12       | Platz 4   |
| Samantha Cimarelli  | 24    | Samantha, aber als Single                                     | Episode 1       | Episode 12       | Platz 3   |
| Shubham Goel        | 23    | Shubham, als er selbst                                        | Episode 1       | Episode 12       | Platz 2   |
| Joey Sasso          | 25    | Joey, als er selbst                                           | Episode 1       | Episode 12       | Gewinner  |

## Staffel 2
Die zweite Staffel, welche bereits im März 2020 von Netflix angekündigt wurde, startete am 14. April 2021 mit den ersten vier Folgen. In der dritten Folge zog die persönliche Assistentin von Lance Bass, ehemaliges Mitglied der Boygroup *NSYNC, ein und gibt sich in der Show als eben dieser aus. In der fünften Folge zog mit Mitchell Eason der Bruder von Ed Eason und der Sohn von Tammy Eason ein, welche in der ersten Staffel der Serie ein gemeinsames Profil benutzten. Im Rahmen der zweiten Staffel gab es zum ersten Mal die Rollen des Jokers und des Super-Influencers. Der Joker konnte einmalig einen Influencer bestimmen und anonym mit neu eingezogenen Teilnehmern chatten und so deren Meinung beeinflussen. Der Super-Influencer, gewählt durch die Teilnehmer im Spiel, konnte alleinig bestimmen wen er blockieren möchte. Als Gewinnerin der zweiten Staffel ging Deleesa Carrasquillo hervor, welche im Circle ihren Ehemann spielte. Carrasquillo erfuhr im Circle von ihrer zweiten Schwangerschaft.
| Name                    | Alter | Profil bei The Circle                               | Erster Auftritt | Letzter Auftritt | Status     |
| ----------------------- | ----- | --------------------------------------------------- | --------------- | ---------------- | ---------- |
| Bryant Wood             | 27    | Bryant, als er selbst                               | Episode 1       | Episode 2        | Blockiert  |
| Savannah Palacio        | 25    | Savannah, als sie selbst                            | Episode 1       | Episode 4        | Blockiert  |
| Terilisha Godwin-Pierce | 34    | Terilisha, als sie Selbst                           | Episode 1       | Episode 7        | Blockiert  |
| Khat Bell               | 27    | Khat, als sie selbst                                | Episode 5       | Episode 11       | Blockiert  |
| Mitchell Eason          | 22    | Mitchell, als er selbst                             | Episode 5       | Episode 12       | Blockiert  |
| Jack Atkins 1           | 20    | Emily, eine 21-jährige Studentin                    | Episode 1       | Episode 13       | Platz 5    |
| Lisa Delcampo 1         | 42    | Lance Bass                                          | Episode 3       | Episode 13       | Platz 5    |
| Lee Swift               | 58    | River, ein 24-jähriger Student                      | Episode 1       | Episode 13       | Platz 4    |
| Courtney Revolution     | 28    | Courtney, als er selbst aber mit Beruf des Baristas | Episode 1       | Episode 13       | Platz 3    |
| Chloe Veitch            | 22    | Chloe, als sie selbst                               | Episode 1       | Episode 13       | Platz 2    |
| Deleesa Carrasquillo    | 32    | Trevor, ihr 32 Jahre alter Ehemann                  | Episode 1       | Episode 13       | Gewinnerin |

Anmerkungen

## Staffel 3
Die dritte Staffel von The Circle startete auf Netflix am 8. September 2021 und endet am 29. September 2021.
| Name                      | Alter | Profil bei The Circle                                   | Profil bei The Circle                    | Erster Auftritt | Letzter Auftritt | Status    |
| ------------------------- | ----- | ------------------------------------------------------- | ---------------------------------------- | --------------- | ---------------- | --------- |
| Michelle Rider            | 52    | Michelle, als sie selbst                                | Michelle, als sie selbst                 | Episode 1       | Episode 3        | Blockiert |
| Ava Marie Capra           | 25    | Ava, als sie selbst zusammen mit ihrer Schwester Chanel | Ein Klon des Profils von Michelle        | Episode 1       | Episode 4        | Blockiert |
| Chanel Marie Capra        | 42    | Ava, als sie selbst zusammen mit ihrer Schwester Chanel | Ein Klon des Profils von Michelle        | Episode 1       | Episode 4        | Blockiert |
| Calvin King Crooks        | 30    | Calvin, als er selbst                                   | Calvin, als er selbst                    | Episode 1       | Episode 7        | Blockiert |
| Rachel Ward               | 24    | Jackson, der beste Freund ihres Freundes                | Jackson, der beste Freund ihres Freundes | Episode 3       | Episode 9        | Blockiert |
| Ruksana Carroll           | 35    | Ruksana, als sie selbst                                 | Ruksana, als sie selbst                  | Episode 1       | Episode 9        | Blockiert |
| Daniel Cusimano           | 20    | Daniel, als er selbst                                   | Daniel, als er selbst                    | Episode 1       | Episode 11       | Blockiert |
| Jacki Jing                | 33    | Jacki, als sie selbst                                   | Jacki, als sie selbst                    | Episode 9       | Episode 12       | Blockiert |
| Nick Uhlenhuth            | 27    | Nick, aber als Drummer                                  | Nick, aber als Drummer                   | Episode 1       | Episode 13       | Platz 5   |
| Nick Uhlenhuth            | 27    | Vince, ein Geisterjäger 1                               |                                          | Episode 1       | Episode 13       | Platz 5   |
| Keisha „Kai“ Ghost        | 30    | Keisha, als sie selbst                                  | Keisha, als sie selbst                   | Episode 1       | Episode 13       | Platz 4   |
| Sophia Layne              | 22    | Isabella, die Schwester von Sophia                      | Isabella, die Schwester von Sophia       | Episode 3       | Episode 13       | Platz 3   |
| Matthew Pappadia          | 29    | Ashley, bisexuell                                       | Ashley, bisexuell                        | Episode 1       | Episode 13       | Platz 2   |
| James Andre Jefferson Jr. | 30    | James, aber als Single                                  | James, aber als Single                   | Episode 6       | Episode 13       | Gewinner  |

Anmerkungen

## Staffel 4
Am 9. August 2021 verlängerte Netflix die Serie um eine vierte Staffel, welche vom 4. Mai 2022 bis 25. Mai 2022 wöchentlich veröffentlicht wurde. Das Preisgeld wurde für die vierte Staffel auf 150.000 US-Dollar erhöht.

## Staffel 5
Eine fünfte Staffel wurde vom 28. Dezember 2022 bis 18. Januar 2023 auf Netflix veröffentlicht.

## Internationale Versionen
Die ursprüngliche Idee stammt aus Großbritannien und wurde erstmals auf Channel 4 ausgestrahlt. Die weiteren Adaptionen in den USA, in Frankreich und Brasilien werden von Studio Lambert für Netflix produziert. Die US-, französische und die brasilianische Version sind mit Voice-Over-Synchronisation bei Netflix verfügbar.
| Land                   | Originaltitel     | Sender    | Deutsche Version | Erstausstrahlung   | Staffel, Jahr: Gewinner                                                                                      |
| ---------------------- | ----------------- | --------- | ---------------- | ------------------ | --- |
| Vereinigtes Königreich | The Circle        | Channel 4 |                  | 18. September 2018 | Staffel 1, 2018: Alex Hobern Staffel 2, 2019: Paddy Smythe                                                   |
| Vereinigte Staaten     | The Circle        | Netflix   | Voice-Over       | 1. Januar 2020     | Staffel 1, 2020: Joey Sasso Staffel 2, 2021: Deleesa Carrasquillo Staffel 3, 2022: James Andre Jefferson Jr. |
| Brasilien              | The Circle Brasil | Netflix   | Voice-Over       | 11. März 2020      | Staffel 1, 2020: Marina Gregory                                                                              |
| Frankreich             | The Circle Game   | Netflix   | Voice-Over       | 9. April 2020      | Staffel 1, 2020: Romain Ben                                                                                  |

## Rezeption
In der Presse werden Vergleiche zu den bekannten Formaten Big Brother und dem Dschungelcamp, aber auch der Folge Abgestürzt der britischen Fernsehserie Black Mirror gezogen. Die FAZ hebt jedoch besonders den respektvollen Umgang mit den Kandidaten hervor, denn es gehe in der Sendung „nicht darum, Leute mit Psychospielchen in seelische Nöte zu stürzen“.